# 锡罗洛
锡罗洛（義大利語：Sirolo），是意大利安科纳省的一个市镇。总面积16.68平方公里，人口3826人，人口密度229.4人/平方公里（2009年）。ISTAT代码为042048。